# Hansfordia parasitica
Hansfordia parasitica är en svampart som först beskrevs av H.L. Barnett, och fick sitt nu gällande namn av de Hoog 1974. Hansfordia parasitica ingår i släktet Hansfordia, divisionen sporsäcksvampar och riket svampar.   Inga underarter finns listade i Catalogue of Life.